# Autostrada A36
Die Autostrada Pedemontana Lombarda ist eine in Bau befindliche Autobahn im Norden Italiens. Die Strecke soll dazu beitragen, das Verkehrsproblem im Großraum Mailand zu lösen. Außerdem soll sie eine direkte Verbindung zwischen der Provinz Varese und Bergamo herstellen.

## Das Projekt
Die Pedemontana Lombarda erhielt ihren Namen daher, da sie meist am Rande der Alpen verläuft. Pedemontana bedeutet am Fuß der Berge.
Die Pedemontana soll die nördlich von Mailand gelegenen Städte besser miteinander verbinden und die bestehenden Autobahnen im Großraum entlasten. Außerdem ist sie Bestandteil eines umfangreichen Verkehrsprojektes, zu dem neben der Pedemontana noch der BreBeMi (Direktverbindung von Mailand nach Brescia) sowie die Tangenziale Est Esterna di Milano, die neue Ostumfahrung Mailands, zählt.
Finanziert wird das Projekt aus den Mitteln des CIPE (Comitato interministeriale per la programmazione economica), die Kosten betragen € 4.115.000.000 Euro für die 87 km lange neue Autobahn, wovon 70 neue Autobahnkilometer errichtet werden müssen.
20 km zwischen Meda und Vimercate werden sechsspurig, also mit 3 Fahrstreifen pro Richtung, mit Standstreifen errichtet. Die Strecken von Busto Arsizio bis Meda und von Vimercate bis zur Autobahn A4 werden vierspurig mit Standstreifen errichtet.

Die Projekte im Norden der Lombardei:
Die Trasse der Pedemontana
Die bestehende A4
Die bestehende A8/A9

Die Pedemontana wird gemäß den aktuellen Standards im Umweltschutz errichtet. Von den 87 km werden etwa 3/4 der Autobahn unter der Landschaftshöhe verlaufen. 12 km werden in "natürlichen Tunneln" geführt, weitere 13 km in Tunneln. Die restlichen 36 km werden in Gräben geführt.
Die Pedemontana soll vor allem die Fahrzeit zwischen den Städten im Norden der Lombardei stark reduzieren. So braucht man derzeit für die Strecke von Varese nach Como 60 Minuten, 2015 sollen es nur 40 sein. Von Como nach Monza soll die Fahrzeit von derzeit 75 auf 50 Minuten reduziert werden. Von Bergamo bis zum Flughafen Malpensa sollen es statt 90 Minuten nur mehr 60 sein.

### Zukünftiger Streckenverlauf
Ihren Ausgangspunkt wird die Pedemontana an der Autobahn A8 nahe dem Flughafen Malpensa haben. Von dort wird sie nach Osten verlaufen und auf die A9 treffen. Nach ca. 10 km wird sie nach Süden verlaufen, wobei hier die bestehende Trasse der SS35 (Strada Statale 35, Staatsstraße 35) verwendet wird. Danach wird sie sich wieder nach Osten wenden und nördlich an Monza vorbeiführen. Östlich der Stadt wird sie an die A51 angeschlossen werden und nahe Bergamo in die Autobahn A4 einmünden.
Außerdem Teil des "Pedemontana-Projektes" sind die Tangenten (ital. tangenziali) von Como und Varese, die insgesamt 20 km ausmachen (Varese: 11 km, Como 9 km).
Die Bauabschnitte der Pedemontana lauten:
- Abschnitt A: 15 km zwischen der A8 Milano-Varese und der A9 (Schweiz).[5]
- Abschnitt B1: 7,5 km zwischen der A9 und B2[6]
- Abschnitt B2: 9,5 km zwischen Seveso und Cesano Maderno[7]
- Abschnitt C: 16,5 km zwischen Milano-Meda und der Tangenziale est (Ostumfahrung, A51)[8]
- Abschnitt D: 18,5 km von der A51 (Vimercate) bis zur A4 bei Osio Sotto[9]
- sowie die Stadtumfahrungen von Como und Varese

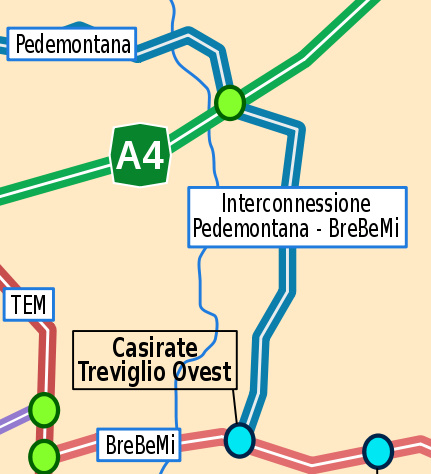
Die Verbindungsautobahn Bergamo-BreBeMi

Geplant ist außerdem, die Autobahn von ihrem geplanten Ende an der A4 weiter nach Süden zu verlängern, um sie direkt an die BreBeMi (Direktverbindung Brescia-Mailand) anzubinden. Diese geplante Autobahn trägt den Titel "Autostrade Bergamasche" und soll 13 km lang sein. Es soll 6 Anschlussstellen geben. 8,9 km sollen in Gräben, 3 km erhöht und 75 m über eine Brücke geführt werden.

### Geplante Bauzeit
Im Jahre 2008 wurde das endgültige Projekt entwickelt, 2009 wurde dies fixiert. Im Jahr 2010 begannen die Bauarbeiten am Abschnitt A sowie auf den Stadtumfahrungen von Como und Varese. Im Herbst 2011 begannen die Bauarbeiten auf den Abschnitten B1, B2, C und D.
Der Abschnitt A und die Stadtumfahrungen sollen 2014, die gesamte Strecke 2015, rechtzeitig zur Expo 2015 in Mailand, für den Verkehr freigegeben werden. Die Autobahn wird von einem Konsortium errichtet, zu der auch die österreichische STRABAG gehört.

### Eröffnungsdaten
- Cassano Magnago (A8) – Lomazzo (A9) (Streckenlänge 15 km): 26. Januar 2015

- Lomazzo (A9) – Lentate sul Seveso (SS35) (Streckenlänge 7,5 km) ab 1. Juli 2015